# Laznica, Maribor
Laznica este o localitate din comuna Maribor, Slovenia, cu o populație de 325 de locuitori.